# 134131 Skipowens
134131 Skipowens este o planetă minoră (asteroid), cu un diametru de 3,937 km, din centura de asteroizi. A fost descoperită pe 6 ianuarie 2005 la Catalina Station⁠(d) de Catalina Sky Survey. 
Obiectul prezintă o orbită caracterizată de o semiaxă mare de 3,0117693938251 UAi, o excentricitate de 0,1, o înclinație de 4,3 ° în raport cu ecliptica.